# Château des Adhémar
Le château des Adhémar, ou château de Montélimar, se situe dans la ville de Montélimar, dans la Drôme. Il a abrité de 2000 à 2017 un centre d'art contemporain.

## Histoire
On dispose de peu d'informations sur le premier château construit au XIe siècle par le comte de Toulouse, probablement en même temps que la chapelle Sainte-Guitte. Il s’agissait d’une motte castrale, un donjon construit sur une motte et protégé par un talus de terre et un large fossé. Il est situé juste au dessus de l'église paroissiale Saint-Pierre.
Dans la deuxième partie du XIIe siècle, le château initial est transformé en palais par les Adhémar, le castrum montilium Adhemari exprime la richesse de la lignée. La souveraineté de la lignée des Adhémar est reconnue par un diplôme impérial en 1164.
Autour de 1200, deux frères se partagent la seigneurie. Cette indivision entraîne la construction de deux pôles seigneuriaux, un au nord, dont il subsiste la tour de Narbonne, et un à l'est, constituant la citadelle, dont les murailles du XIIIe siècle constitueront le réduit défensif des fortifications du XVIe siècle[source insuffisante].
Au XIVe siècle fut construite la « tour de Narbonne », seule partie subsistante d’un château appartenant aux comtes du Valentinois. Le vieux château appartenait alors au pape. Ce château (à l’exception du donjon) a été détruit vers 1580 sur ordre du duc de Lesdiguières, chef des armées protestantes du Dauphiné pour faire la place à un ensemble de fortifications plus moderne[source insuffisante].
La forteresse servit ensuite de prison, durant tout le XIXe siècle, jusqu'en 1926.
Le logis seigneurial a été classé monument historique en 1889.

## Architecture
Le logis seigneurial (ou palatium), rare exemple d’ensemble palatial d’architecture romane, se compose d’une salle aux vastes proportions, la « Grande salle inférieure » (parfois dite en latin aula), dotée d’un plafond à la française, et, à l’étage, d’une pièce de même dimension (125 m²), la « Grande salle supérieure », ouverte à l’ouest et disposant d’une enfilade de larges fenêtres en plein cintre et se prolongeant par une loggia avec le même type d’ouvertures. Le tout est orienté vers la ville.
L'église du XIe siècle, par ses dimensions, avait probablement une fonction paroissiale. Elle fut dédiée à saint Pierre. Au XVIe siècle, la nef est transformée en poudrière, tandis que la partie nord reste une chapelle dédiée à sainte Agathe. Son appellation de Sainte-Guitte provient d'une lecture erronée des archives au XIXe siècle[réf. nécessaire].
De ce complexe ensemble castral ne subsistent que les éléments médiévaux les plus importants. Les rénovations du XVIe siècle ont fait disparaître plusieurs bâtiments plus modestes[réf. nécessaire].

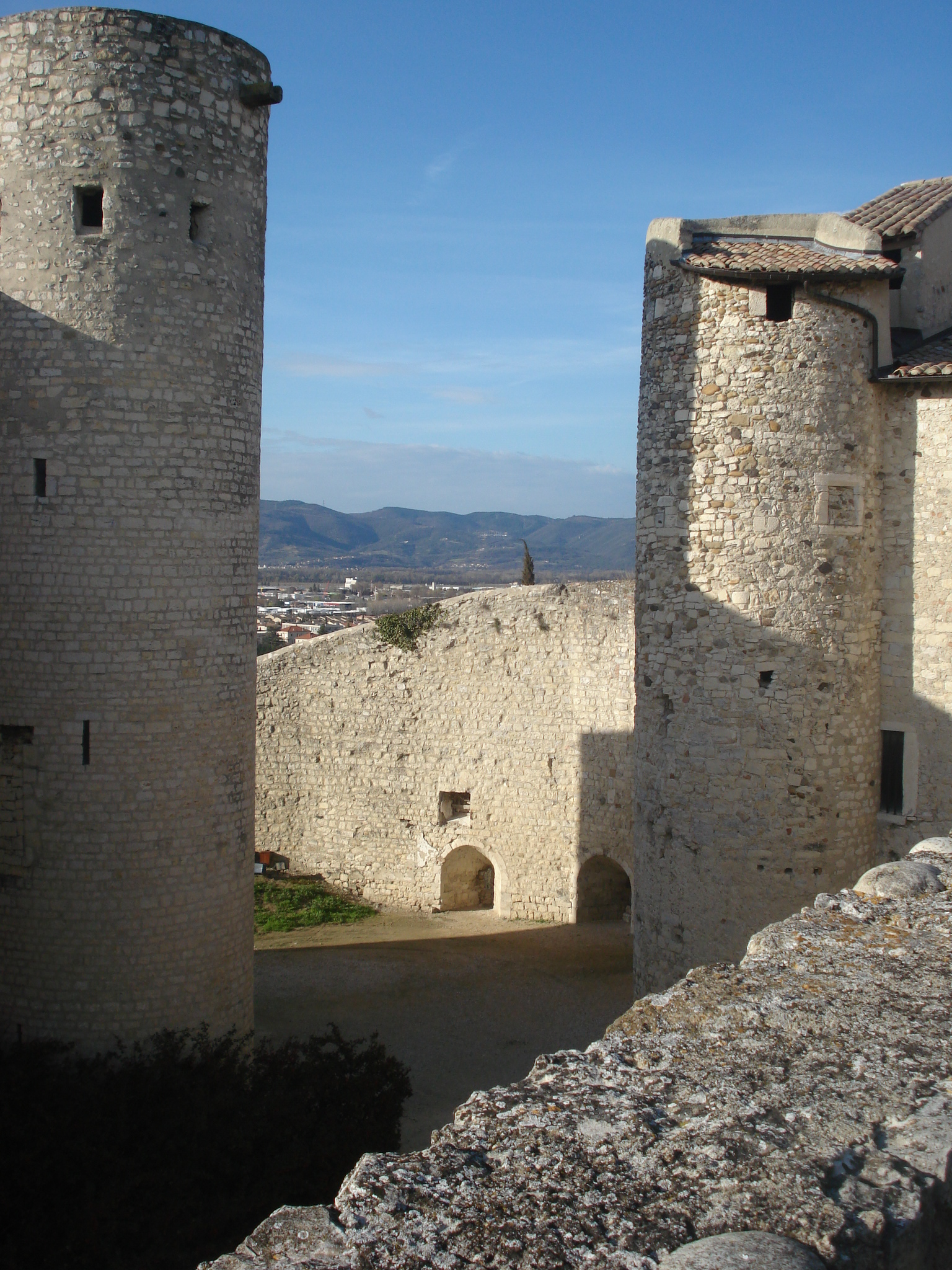
Le Château des Adhémar.
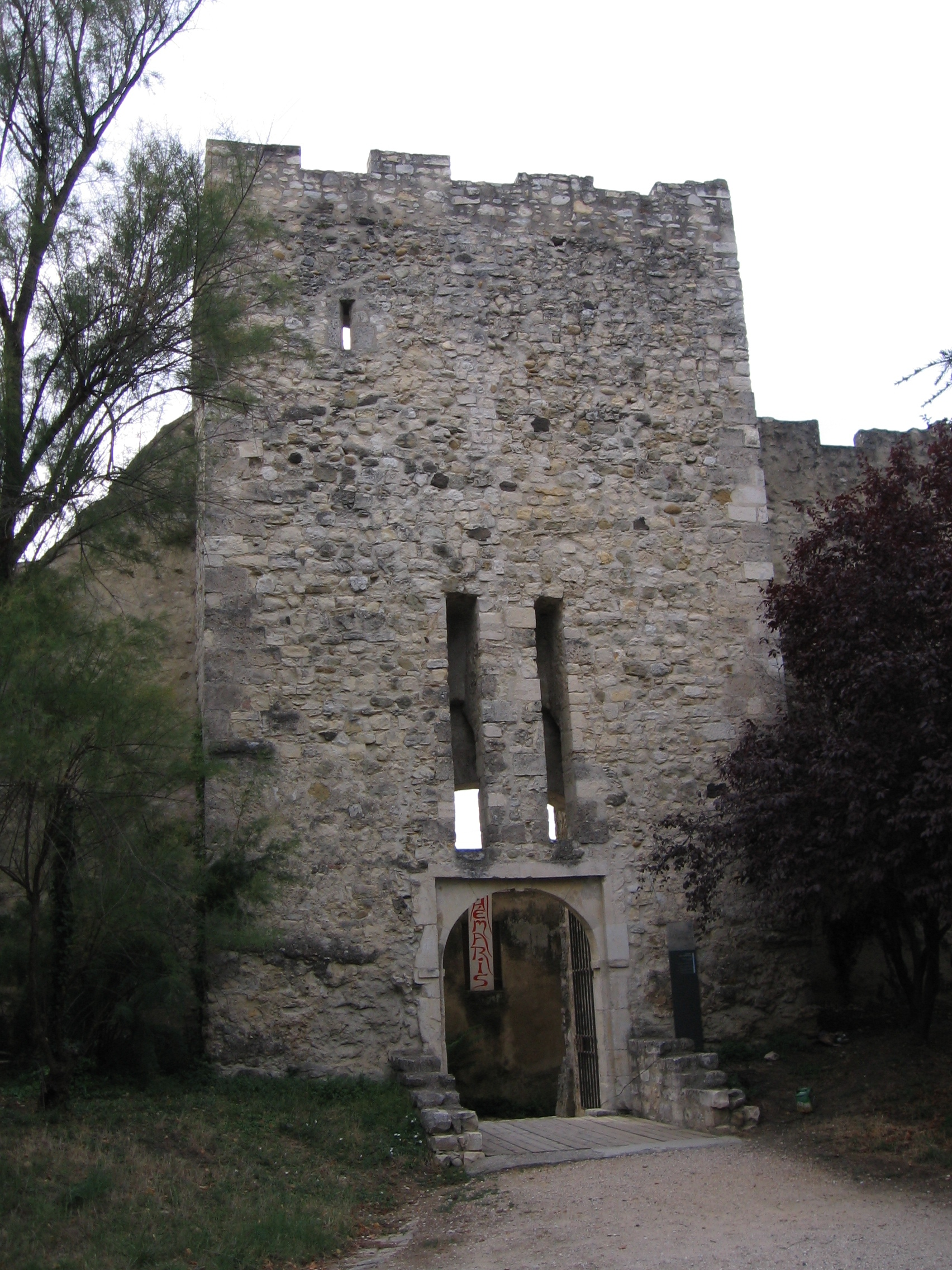
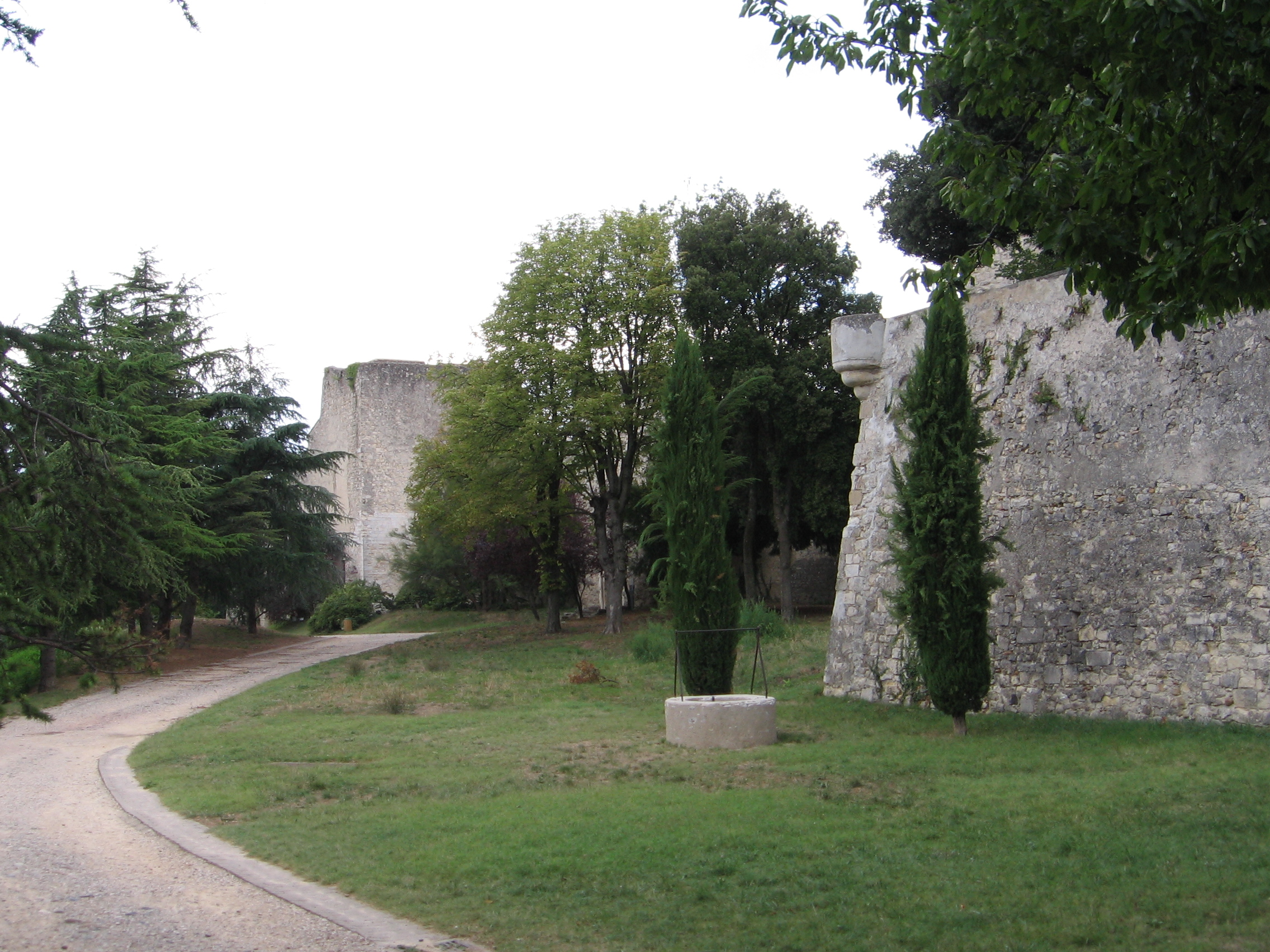
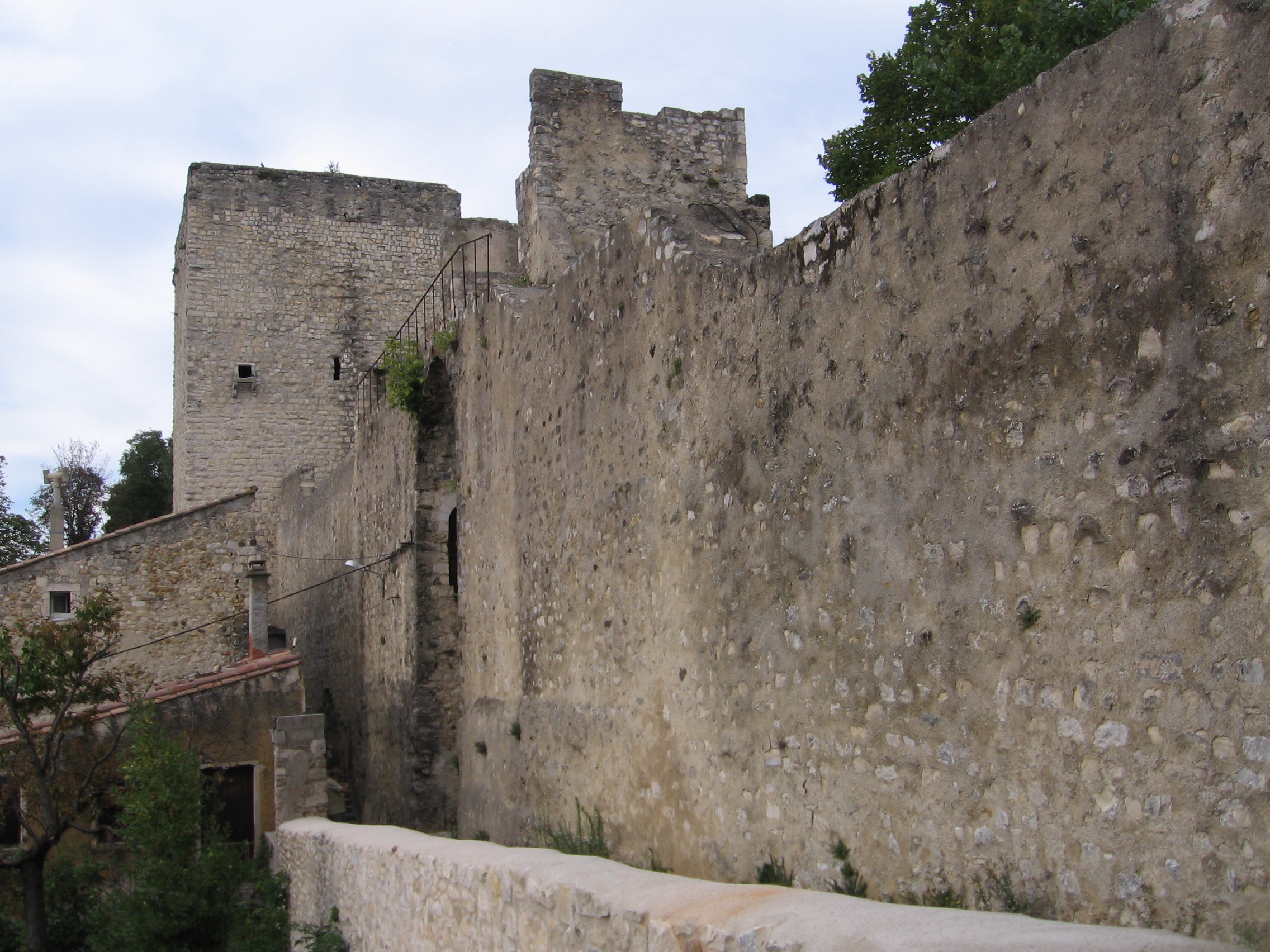
Rempart entre le château et la tour de Narbonne.

## Centre d'art contemporain
Propriété du département de la Drôme depuis 1965, le château des Adhémar accueille entre 2000 et 2017 un centre d'art contemporain qui accompagne des projets d’artistes locaux. Elle s’inscrit dans le projet des trois châteaux départementaux (Montélimar, Grignan et Suze-la-Rousse) dont l’objectif est de croiser création contemporaine et patrimoine[réf. nécessaire].
Depuis sa création, une cinquantaine d’expositions temporaires ont été réalisées avec des artistes de renommée nationale, voire internationale (John Armelder, Daniel Buren, Felice Varini, Ann Veronica Janssens, Olga Kisseleva, etc.), et de jeunes créateurs (Delphine Balley, Le Gentil Garçon, Marie Hendriks, Emmanuel Régent, etc.)[réf. nécessaire].

### Programmation
- 2013 : Mehdi Meddaci, Guillaume Bijl, Mat Collishaw, Glenda León
- 2012 : Guillaume Bardet, Olga Kisseleva, Emmanuel Régent, Marie Hendriks
- 2011 : Victoria Klotz, Ann Veronica Janssens, Betty Bui, Eric Rondepierre
- 2010 : Julien Prévieux, Pierre Malphettes, Delphine Balley, Yan Pei Ming
- 2009 : Jean-Louis Elzéard, Magali Lefebvre, Sarah Duby, Xavier Veilhan, Jean-François Gavoty, Loris Cecchini, Yvan Salomone, Delphine Gigoux-Martin, Gilles Grand, Benjamin Seror
- 2008 : Cécile Hesse, Gaël Romier, Sophie Lautru, John Armleder, Lilian Bourgeat, Christine Rebet
- 2007 : Eoin Mc Hugh, Le Gentil Garçon, Marie-José Burki, Etienne Bossut
- 2006 : Alina Abramov, Armand Jalut, Aurélie Pétrel, Bernhard Rüdiger, David Renaud, Philippe Durand
- 2005 : Delphine Balley, Clare Langan, Christine Laquet, Stéphanie Nava, Tadashi Kawamata, Françoise Quardon, Pierre David
- 2004 : Virginie Litzler, Alexandre Ovize, Nicolas Prache, Sarkis, Adam Adach, Stéphane Calais
- 2003 : Krijn de Koning, Felice Varini, Jean-Luc Moulène, Damien Beguet
- 2002 : Danielle Jacqui, Daniel Buren, Ivan Fayard, Patrick Tosani
- 2001 : André Morin, Alberto Giacometti, Ange Leccia, Laetitia Benat, Nicolas Delprat
- 2000 : Philippe Louisgrand